# Буяновер, Соломон Ильич
Соломон Ильич Буяно́вер (1907 — ?) — советский хозяйственный и военный деятель, инженер-подполковник.

## Биография
Родился в 1907 году в Екатеринославе (ныне Днепр, Украина) в семье Гили Мовшевича Буяновера. Член ВКП(б) с 1932 года.
С 1931 года — на хозяйственной, общественной и политической работе. В 1931—1955 годах — инженер на военных заводах Ленинграда, главный конструктор, главный инженер завода № 589. 
Умер до 1985 года.

## Признание
- Сталинская премия третьей степени (1950) — за работу в области вооружения
- ордена и медали